# 프랭크 J. 플레밍
프랭크 J. 플레밍(Frank J. Fleming)은 뉴욕 포스트와 PJ 미디어의 칼럼니스트이며 정치 유머 사이트 IMAO.us.의 설립자이다.  그의 첫 번째 책인 Obama: The Greatest President in the History of Everything은 2011년에 하퍼콜린스에서 출판되었다. 그의 두 번째 책인 The Plan to Keep America Awesome은 2012년 10월 4일에 출간되었다. 그의 세 번째 책인 Punch Your Inner Hippie은 2012년 11월 11일에, 네 번째 책인 Superego는 같은 해에 나중에 출시되었다.